# Куньлунь (антарктическая станция)
Куньлунь (кит. трад. 崑崙站, упр. 昆仑站, пиньинь Kūnlún Zhàn, палл. куньлунь чжань) — одна из четырёх китайских научно-исследовательских станций в Антарктике (остальные три — Тайшань, Чжуншань и Чанчэн).

## Описание
Станция находится на Австралийской антарктической территории в 7,3 км от купола А. Куньлунь, как важный логистический центр, соединяет Купол Ф, станцию «Восток», Купол Ц, станции Чжуншань, Дейвис и Амундсен-Скотт. Официальное открытие состоялось в 2009 году, 27 января. Куньлунь — самая высокогорная антарктическая станция, она расположена на высоте 4093 м над уровнем моря. Станция Кунлунь изолирована от остальных станций — добраться до неё от станции Чжуншань можно за 2—3 недели. Из-за этого, а также принимая во внимание экстремально низкие температуры (средняя температура на Куполе А — минус 58,4 °C), посещать её можно лишь несколько недель в году. Строительство основного здания на станции не завершено, планируется возведение основного корпуса (327 м²) и гаража (60 м²) общей площадью около 387 м². Основной корпус будет разделён на жилое помещение, рабочее пространство и кладовку.
Основное здание, которое было завершено в 2009 году, состоит из 11 инженерных кабин, включая общежития для персонала, медицинские кабинеты, места для научных наблюдений, кухни, ванные комнаты, туалеты, очистные сооружения, генераторные комнаты, котельные, кислородные генераторы и склады. У Цзюнь, заместитель директора Китайского полярного экспедиционного офиса, сообщил, что обычные компоненты контейнерного типа имеют плохие энергосберегающие и теплоизоляционные эффекты, в то время как в основной конструкции станции Куньлунь используется низкотемпературная нержавеющая сталь и композитные изоляционные панели с композитным сердечником для максимального снижения потребления масла для защиты окружающей среды. Внутреннее помещение состоит из нескольких независимо транспортируемых сборных инженерных кабин контейнерного типа. Отделка и оборудование завершены, и эти инженерные каюты транспортируются в зону Ледяного купола А для сборки, а затем на месте устанавливается внешняя теплоизоляционная оболочка.
После непрерывного совершенствования нескольких последующих экспедиций, вплоть до 32-й антарктической научной экспедиции Китая 21 января 2016 года, экспедиция Куньлунь успешно покинула станцию Куньлунь, станция закончила совместную настройку и интеграцию энергетического оборудования и кислородной системы жизнеобеспечения
Погодные условия на станции суровы для человека, но благоприятны для проведения астрономических исследований: воздух в этой части Антарктики очень сухой, что уменьшает поглощение электромагнитного излучения субмиллиметрового диапазона длин волн, атмосфера тонкая, но стабильная, ветра слабы, а видимость очень высока; кроме того, строительство облегчает полное отсутствие рельефа.

## Исследовательские проекты
На станции разворачивают автоматическую обсерваторию PLATO-A (совместный проект Китайского центра антарктической астрономии, Университета Нового Южного Уэльса, Калифорнийского технологического института и Университета Аризоны), она исследует нижние слои атмосферы, полярные сияния, лунный свет, распределение облаков, сейсмическую стабильность Антарктиды и уровень радиации — то есть, всё то, что может повлиять на качество наблюдений в этой местности. PLATO-A состоит из нескольких телескопов, не все из них установлены: установлены все четыре небольших телескопа CSTAR с диаметром зеркала 145 мм, два из трёх телескопов AST3 с диаметром зеркала 50 см: AST3-1 прибыл на борту ледокола Сюэлун в 2012 году, AST3-2, установленный в 2015 году. После ввода в эксплуатацию AST3-1 в 2012 году он за зиму сделал более 28 000 снимков, на которых было найдено множество звёзд, которые не видны даже орбитальному телескопу Кеплер.
Среди запланированных телескопов — строящийся 2,5-метровый инфракрасный оптический телескоп KDUST, окончание работ над которым ожидается в 2020 году. KDUST должен будет исследовать землеподобные планеты на Млечном Пути. Другой будущий проект — 5-метровый Dome A Terahertz Explorer-5 (DATE5), который будет изучать рождение звёзд. Ввиду больших объёмов данных, которые генерируют приборы, планируется установка суперкомпьютера, который будет посылать результаты своей работы в Китай. Также в дальних планах имеется установка 6—8-метрового инфракрасного оптического телескопа и 15-метрового терагерцового телескопа, это потребует постоянного присутствия людей на станции, для чего будут установлены генераторы кислорода.
Помимо астрономических проектов на Куньлуне запланированы и гляциологические — пробы в горах Гамбурцева и в общем на Куполе А; планируется пробурить лёд и горные породы на глубину до 3 км. Основной фокус гляциологических исследований — уточнение процесса накопления парниковых газов в атмосфере Земли и изменения полярных шапок планеты.

#### Связанное планирование
Первоначально запланированная общая площадь строительства станции Куньлунь составляет 558,56 квадратных метров, она спроектирована Институтом архитектурного проектирования и исследований Университета Цинхуа и оснащена вспомогательными средствами, такими как производство электроэнергии, очистка воды, транспорт и связь. Краткосрочная цель - построить летнюю станцию для проживания и работы 24 сотрудников научной экспедиции (экспедиция будет проводиться летом декабря, января и февраля). Через 3-5 лет она будет постепенно модернизироваться и расширяться, чтобы соответствовать многолетней зиме сотрудников научных экспедиций. станция. После завершения первоначального плана станция сможет выполнять программы научных наблюдений, такие как глубокое бурение керна льда, астрономические наблюдения и геологическое бурение подледниковых гор.

#### Завершение и открытие
Станция Куньлунь была официально завершена 27 января 2009 г. . 2 февраля 2009 года в 9:25 по местному времени и 12:25 по пекинскому времени официально открылась станция Куньлунь в Антарктиде, Китай. Церемония открытия прошла одновременно на станции Чжуншань и станции Куньлунь в Антарктиде через спутниковую телефонную связь. Чэнь Ляньцзэн, глава китайской правительственной делегации и заместитель директора Государственного управления океанических исследований, объявил об открытии станции Куньлунь в Антарктиде от имени правительства Китая на станции Чжуншань в Антарктиде. [5]

#### Астрономическое наблюдение
Антарктический обзорный катадиоптрический телескоп с большим полем зрения, установленный на станции Куньлунь, имеет эффективную апертуру 50 см. В настоящее время это самый большой оптический телескоп в Антарктиде, который управляется Отделом антарктических астрономических исследований Шанхайского центра полярных исследований.

#### Назначение и увольнение персонала
Первым начальником станции Куньлунь был Ли Юаньшэн, капитан группы по внутреннему ледовому щиту, а заместителями начальника станции были Ся Лиминь и Ли Шиминг, заместители капитана группы по внутреннему ледовому покрову.